# 原始人100万年
『原始人100万年』（げんしじん100まんねん、英:Creatures the World Forgot）は、1971年に公開された冒険映画。監督はドン・チャフィー、製作・脚本はハマー・フィルムのマイケル・カレラスである。屋外のシーンは全てナミビアと南アフリカで撮影された。
この映画は石器時代の部族の生活に焦点を当てた作品である。うなり声とジャスチャーを除いて映画でほとんど会話がない。

## キャスト
| 役名           | 俳優                       | 日本語吹替                                      |
| 役名           | 俳優                       | フジテレビ版                                    |
| -------------- | -------------------------- | ----------------------------------------------- |
| マク           | ブライアン・オショーネシー |                                                 |
| ナーラ         | ジュリー・エーギ           |                                                 |
| トゥーマク     | トニー・ボナー             |                                                 |
| ルール         | ロバート・ジョン           |                                                 |
| ヌー           | スー・ウィルソン           |                                                 |
| 老婆           | ロザリー・クラッチェリー   |                                                 |
| 唖の娘         | マルシア・フォックス       |                                                 |
| 老いたリーダー | ドン・レオナルド           |                                                 |
| ナレーション   |                            | 若山弦蔵                                        |
|                |                            |                                                 |
|                |                            |                                                 |
| 演出           | 演出                       | 斎藤敏夫                                        |
| 翻訳           | 翻訳                       | 飯嶋永昭                                        |
| 効果           | 効果                       | 重秀彦                                          |
| 調整           | 調整                       | 遠矢征男                                        |
| 制作           | 制作                       | 東北新社                                        |
| 解説           | 解説                       | 高島忠夫                                        |
| 初回放送       | 初回放送                   | 1976年7月2日 『ゴールデン洋画劇場』 21:00-22:54 |

## スタッフ
- 監督：ドン・チャフィー
- 脚本：マイケル・カレラス
- 製作：マイケル・カレラス
- 音楽：マリオ・ナシンベーネ
- 撮影：ヴィンセント・コックス
- 編集：クリス・バーンズ